# گرندوییو، منیتوبا
گرندوییو، منیتوبا (به انگلیسی: Grandview, Manitoba) یک منطقهٔ مسکونی در کانادا است که در منیتوبا واقع شده‌است. گرندوییو ۱٬۱۵۳٫۴ کیلومتر مربع مساحت و ۱٬۴۸۲ نفر جمعیت دارد.